# Człowiek w dziczy
Człowiek w dziczy (ang. Man in the Wilderness) – amerykański antywestern z 1971 roku w reżyserii Richarda Sarafiana. Film, według napisów początkowych i krytyków filmowych, przedstawia autentyczną historię. Jest oparty na przeżyciach trapera Hugh Glassa i wyprawy Williama Ashleya, w której uczestniczył w 1823 roku. 
W 2015 roku powstał kolejny film opisujący historię przedstawioną w Człowieku w dziczy – Zjawa, którego fabułę krytycy przyrównywali do filmu z 1971. W rolę Hugh Glassa wcielił się Leonardo DiCaprio, sam obraz zdobył wiele nagród, a odtwórcy roli Glassa zapewnił nagrodę Oscara.
W Polsce film miał swoją premierę kinową na początku 1975 roku.

## Opis fabuły
Rok 1820, Dziki Zachód. Grupa traperów pod dowództwem kpt. Henry'ego powraca z udanej wyprawy myśliwskiej na północ. Chcąc dotrzeć na południe przed zimą i sprzedać tam drogocenne skóry, transportują ze sobą dużą łódź z zamiarem spłynięcia rzeką Missouri. Podczas jednego z postojów, ich przewodnik – Zachary Bass, zostaje zaatakowany przez niedźwiedzia. Ciężko ranny, zostaje pozostawiony przez towarzyszy (którzy są przekonani, że wkrótce umrze) na pastwę losu. Jednak Zachary to człowiek obdarzony nieprzeciętną siłą woli i hartem ducha. Powoli powraca do siebie i pieszo, ze złamaną nogą, zdany tylko na siebie, podąża za towarzyszami z zamiarem zemsty. Nie jest sam – wyprawę traperów śledzi również plemię lokalnych Indian. Wiedzą o Zacharym i znają jego historię, jednak pozostawiają go w spokoju, przekonani na podstawie swoich wierzeń, że kto raz uszedł śmierci, drugi raz już umrzeć nie może. Po wielodniowej, pełnej trudów wędrówce, Zachary w końcu odnajduje grupę kpt. Henry'ego. Jednak wtedy traperzy zostają zaatakowani przez Indian. "Czerwonoskórzy" mają przewagę i los traperów zdaje się być przesądzony. Nieoczekiwanie Zachary przyłącza się do walczących towarzyszy. Ujęty jego męstwem i wyczynem wódz Indian pozwala odejść "białym" w spokoju. Sam Zachary nie chce jednak pozostać z traperami. Odbiera tylko swoją strzelbę, zabraną mu przez Henry'ego gdy ciężko ranny czekał na śmierć i odchodzi. Podczas długiej, pełnej śmiertelnych niebezpieczeństw wędrówki zrozumiał, że najważniejsze dla niego jest teraz odnalezienie syna, którego w przeszłości opuścił.

## Obsada aktorska
- Richard Harris – Zachary Bass
- John Huston – kpt. Henry
- Henry Wilcoxon – wódz Indian
- Prunella Ransome – Grace
- Percy Herbert – Fogarty
- Dennis Waterman – Lowrie
- Norman Rossington – Ferris
- James Doohan – Benoit
- Bryan Marshall – Potts
- Ben Carruthers – Longbow
- John Bindon – Coulter
- Robert Russell – Smith
- Sheila Raynor – matka Grace
- Judith Furse – pielęgniarka
- Manolo Landau – Zachary jako chłopiec
- William Layton – nauczyciel
- Ines Acosta – rodząca Indianka

i inni.